# Ruta europea E18
La ruta europea E18 va desde Craigavon en Irlanda del Norte hasta San Petersburgo en Rusia, pasando por Escocia, Inglaterra, Noruega, Suecia y Finlandia. Tiene aproximadamente 1.890 kilómetros (1.174 millas) de longitud.
Aunque la designación implica la posibilidad de un viaje a través del Mar del Norte no es práctico ya que no hay cruces directos en ferry entre el Reino Unido y Noruega.

## Reino Unido
La ruta comienza en Irlanda del Norte y va desde Craigavon (M1) - Belfast (M2 , A8) - Larne, luego a Escocia: Stranraer, Dumfries y Galloway (A75) - Gretna - luego Inglaterra por la (M6) - Carlisle (A69) a Newcastle. Como es habitual en las rutas europeas en Reino Unido, no está señalizado como tal.

### Irlanda del Norte
- : Craigavon - Belfast (Inicio del tramo de trazado compartido con  en  Lisburn).

- : Belfast

- : Belfast -  (tramo de trazado compartido con ).

- :  - Larne (Fin del tramo de trazado compartido con ).

### Canal del Norte
- : Larne - Cairnryan

### Gran Bretaña
- : Stranraer -

- :  Frontera anglo-escocesa (Inicio del tramo de trazado compartido con ).

- : Frontera anglo-escocesa - Carlisle (Fin del tramo de trazado compartido con ).
- : Carlisle - Newcastle upon Tyne (cruce con  en .

## Mar del Norte
No hay transbordadores de Newcastle a Noruega. Los transbordadores de carga pueden operar desde otros puertos del Reino Unido a Noruega o Dinamarca, pero para los viajes en automóvil, la única ruta práctica es un cruce a Francia, Bélgica o los Países Bajos, seguido de un viaje por carretera a través de Alemania y Dinamarca, y un cruce en ferry desde allí a Noruega.

## Noruega
La ruta continúa como una autopista desde Kristiansand en Noruega. La  está conectada con el ferry  a Dinamarca. El ferry va de Kristansand a Hirtshals, tarda unas 3 horas y 15 minutos y es operado por Color Line. 
En Noruega, la  tiene una longitud de 415 kilómetros (258 millas), de los cuales 190 kilómetros (120 millas) son autopistas. Pasa por Kristiansand - Arendal - Porsgrunn - Larvik - Sandefjord - Tønsberg - Horten - Drammen - Oslo - Ås - Askim - Ørje.
Un puente de la  a su paso por Holmestrand, inaugurado en 2001, se derrumbó parcialmente en febrero de 2015 después de un deslizamiento de tierra, lo que requirió su demolición.

## Suecia
Desde Ørje, la  cruza la frontera hacia Suecia en Töcksfors. Tiene una longitud de 510 kilómetros (320 millas), de los cuales 245 kilómetros (152 millas) son autopistas. Pasa por Töcksfors - Karlstad - Örebro - Västerås - Estocolmo/Kapellskär.

## Mar Báltico
La conexión sobre el Mar Báltico va desde Estocolmo/Kapellskär en Suecia a través de Åland a Turku/Naantali en Finlandia, mediante ferries operados por Silja Line, Viking Line o Finnlines. También es posible tomar un ferry directo desde Estocolmo a Helsinki o continuar desde Åland saltando de islas sobre puentes, en ferries por cable y ferries en Åland y Åboland , en parte a lo largo de la carretera de circunvalación del archipiélago , pero estas rutas no forman parte de la .

## Finlandia
En Finlandia, la  va desde las Islas Åland a través del sur de Finlandia pasando por Turku/Naantali - Salo - Lohja - Espoo - Porvoo - Loviisa - Kotka - Hamina - Vaalimaa hasta la frontera con Rusia. Cruzar la frontera con Rusia solía requerir hacer cola a medida que aumentaba el volumen de tráfico que la usaba. La situación ha mejorado desde 2009 gracias al aumento de la capacidad, y se espera que un nuevo estacionamiento construido para 2016 resuelva el problema definitivamente.

## Rusia
En Rusia, la  recorre la autopista  desde la frontera con Finlandia hasta San Petersburgo. El tramo de la  entre San Petersburgo y la frontera con Finlandia ha sido redesignado como A181 en 2018. La ruta atraviesa el noroeste del Óblast de Leningrado y principalmente a través de áreas escasamente pobladas. Desde 2003, después de la apertura del baipás de Vyborg, la  no pasa por Víborg, aunque anteriormente sí. Cerca de San Petersburgo, la ruta atraviesa suburbios, como Sestroretsk y Olgino. La  termina en la frontera occidental de San Petersburgo.
Hay planes para expandir la carretera de uno a tres carriles en cada dirección debido al creciente volumen de tráfico. En 2012, la carretera se conectó con el Western Rapid Diameter cerca de Beloostrov mediante la ampliación del cruce existente de la  con la autopista Zelenogorsk. Es probable que sea un nuevo término de .
- Datos: Q945810
- Multimedia: E18 / Q945810